# دختر گمنام
دختر ناشناس (فرانسوی: La Fille inconnue‎) فیلمی به کارگردانی برادران داردن است. داستان فیلم دربارهٔ پزشکی است که سعی می‌کند به هویت زنی‌ نا شناس که در مقابل مطبش به قتل رسیده  پی ببرد.